# Nikolas Löbel

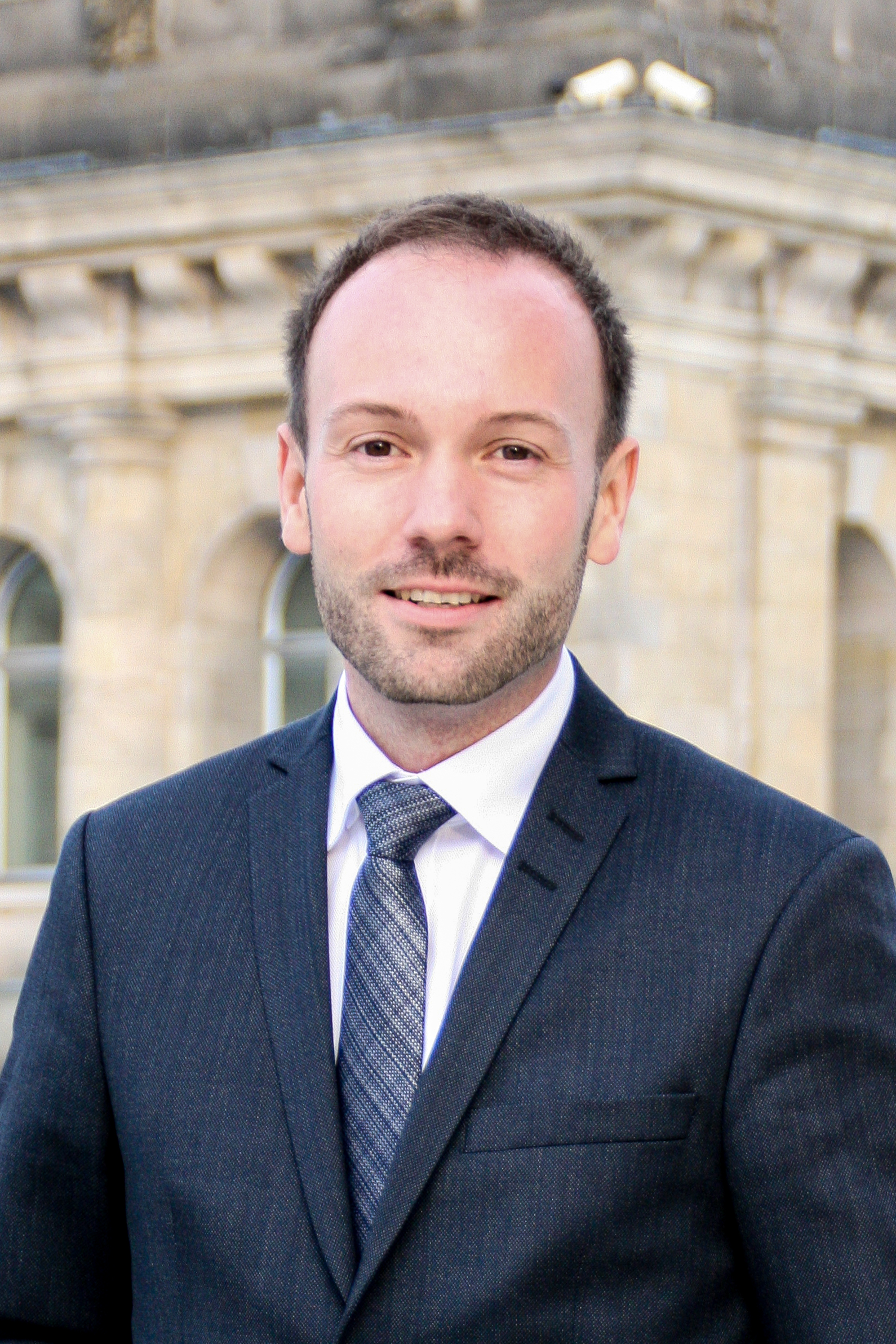
Nikolas Löbel (2017)

Nikolas Löbel (geb. Koch-Löbel; * 17. Mai 1986 in Mannheim) ist ein ehemaliger deutscher Politiker (parteilos, zuvor CDU). Von 2017 bis zur Mandatsniederlegung mit Parteiaustritt im März 2021 war er Mitglied des Deutschen Bundestages. Durch die „Maskenaffäre“ um die Entgegennahme hoher Provisionen für Atemschutzmaskenverkäufe während der COVID-19-Pandemie und seinen darauf folgenden Rückzug aus der Politik erlangte Löbel bundesweite Bekanntheit.

## Ausbildung, Beruf
Löbel wuchs in einfachen Verhältnissen in Mannheim-Seckenheim auf. Seine Eltern sind Monika und Peter Löbel; er hat Geschwister und führte bis 2010 den Namen Koch-Löbel. Nach dem Abitur am Lessing-Gymnasium Mannheim im Jahr 2006 studierte er zunächst Rechtswissenschaft an der Universität Mannheim, beendete das Studium aber ohne Abschluss, da er zwei Mal durch das erste juristische Staatsexamen fiel und kein weiteres Mal zur Prüfung antreten durfte. Von 2013 bis 2014 absolvierte er ein Studium der Betriebswirtschaftslehre an der privaten Steinbeis-Hochschule Berlin und machte dort einen Bachelor of Arts (B.A.). Von 2012 bis 2019 absolvierte er das Hagener Management Studium als berufsbegleitendes Aufbaustudium am Hagener Institut für Managementstudien. Er schloss es mit dem Master of Science (M.Sc.) der Fakultät für Wirtschaftswissenschaft der FernUniversität Hagen ab.
Im Jahr 2014 begann er bei einem mittelständischen Energieunternehmen im Bereich Projektmanagement zu arbeiten. Im Jahr 2015 gründete er die Löbel Projektmanagement GmbH. Von März 2017 bis Januar 2021 war er mit Gregor Philipp Kewel und Thomas Podstawski geschäftsführender Gesellschafter der Immosites Projektentwicklung GmbH. Seit dem 15. Juni 2021 ist er Geschäftsführer der ImmoConVest GmbH, Frankfurt am Main, bei der es sich um die umfirmierte Löbel Projektmanagement GmbH handelt. Im Mai 2021 wurde Nikolas Löbel Geschäftsführer der ImmoConVest Objekt 1 GmbH mit Sitz in Frankfurt. Nach einer Sitzverlegung der ImmoConVest GmbH und ImmoConVest Objekt 1 GmbH jeweils nach Eschborn bei Frankfurt wurde der Sitz beider Gesellschaften im März 2023 nach Mannheim-Seckenheim verlegt, die ImmoConVest Objekt 1 GmbH änderte im November 2023 ihren Namen in F33/Freiburger Hof Projektgesellschaft mbH. Seit 2024 entwickelt Löbel unter der Firmierung Roomies Studentliving Poland sp.zo.o Studierendenwohnheime in Polen, insbesondere in Warschau und Wroclaw. Als Investoren werden die Gesellschafter der Lagerbox-Gruppe genannt.
Löbel war Aufsichtsratsmitglied mehrerer öffentlicher und privater Gesellschaften und von 2017 bis 2021 Mitglied des Verwaltungsrates der Sparkasse Rhein Neckar Nord.

## Politik
Löbel engagierte sich seit seiner Jugend in der Politik: Er war Landesvorsitzender der Schüler Union Baden-Württemberg, später Kreisvorsitzender der Jungen Union Mannheim und war von 2011 bis 2017 Landesvorsitzender der Jungen Union Baden-Württemberg, welche damals mit über 10.000 Mitgliedern der größte jugendpolitische Verband des Bundeslandes war. In diese Zeit fallen die zum Teil sehr hart geführten Wahlkämpfe um Kommunal-, Landtags-, Bundestags- und Europawahlen. Bei der Landtagswahl in Baden-Württemberg 2011 bewarb sich Löbel noch erfolglos um einen Platz im Landtag von Baden-Württemberg, war aber zuvor bei Kommunalwahlen und später bei der Bundestagswahl als Direktkandidat erfolgreich.
2009 wurde Löbel Mitglied des Gemeinderates seiner Heimatstadt Mannheim. Im Jahr 2012 war er Mitglied der 15. Bundesversammlung der Bundesrepublik Deutschland. Vom 10. Oktober 2014 bis zu seinem Rücktritt am 7. März 2021 war er Kreisvorsitzender der CDU Mannheim. In dieser Funktion bemühte er sich erfolgreich um den Schuldenabbau im Verband und führte diesen seit den internen Streitereien, die in der sogenannten Froschkönig-Affäre um Sven-Joachim Otto mündeten, wieder zusammen. Im Januar 2017 wurde Löbel stellvertretender Fraktionsvorsitzender der CDU-Gemeinderatsfraktion Mannheim.
Bei der Bundestagswahl 2017 gewann Löbel das Direktmandat im Wahlkreis 275 (Mannheim) mit 29,3 zu 27,9 Prozent der Erststimmen gegen Stefan Rebmann (SPD) und war bis zu diesem Zeitpunkt der jüngste Politiker, der je für Mannheim in den Bundestag einzog. Damit wurde Löbel Nachfolger von Egon Jüttner, der den Wahlkreis mit Unterbrechungen von 1990 bis 2017 vertrat. Danach kandidierte er nicht mehr als Vorsitzender der Jungen Union Baden-Württemberg.
Am 8. März 2021 kündigte er nach Bekanntwerden der „Maskenaffäre“ und auf politischen Druck hin die sofortige Niederlegung seines Bundestagsmandats an, vollzog diesen Schritt laut Bundestagsverwaltung aber erst zum 10. März. Zudem trat Löbel am 8. März auch aus der CDU aus. Für ihn rückte Kordula Kovac in den Bundestag nach.
Die politischen Schwerpunkte Löbels waren die Außen-, Sicherheits- und Kulturpolitik, aber auch Generationengerechtigkeit, Digitalisierung und Bildung. Im Wahlkampf warb er für die Schaffung von mehr „bezahlbarem Wohnraum“. Außenpolitisch forderte er ein neues Einwanderungs- und Integrationsgesetz „zur Begrenzung von Zuwanderung nach Deutschland“. Löbel war ordentliches Mitglied im Auswärtigen Ausschuss. Diesen Sitz gab er im Zuge der Berichterstattung über seinen Bezug von Geldleistungen für die Vermittlung von medizinischer Schutzausrüstung während der Corona-Krise im März 2021 ab. Er war Obmann seiner Fraktion im Unterausschuss Abrüstung, Rüstungskontrolle und Nichtverbreitung, sowie stellvertretendes Mitglied im Ausschuss für Kultur und Medien des Deutschen Bundestages.

## Kritik

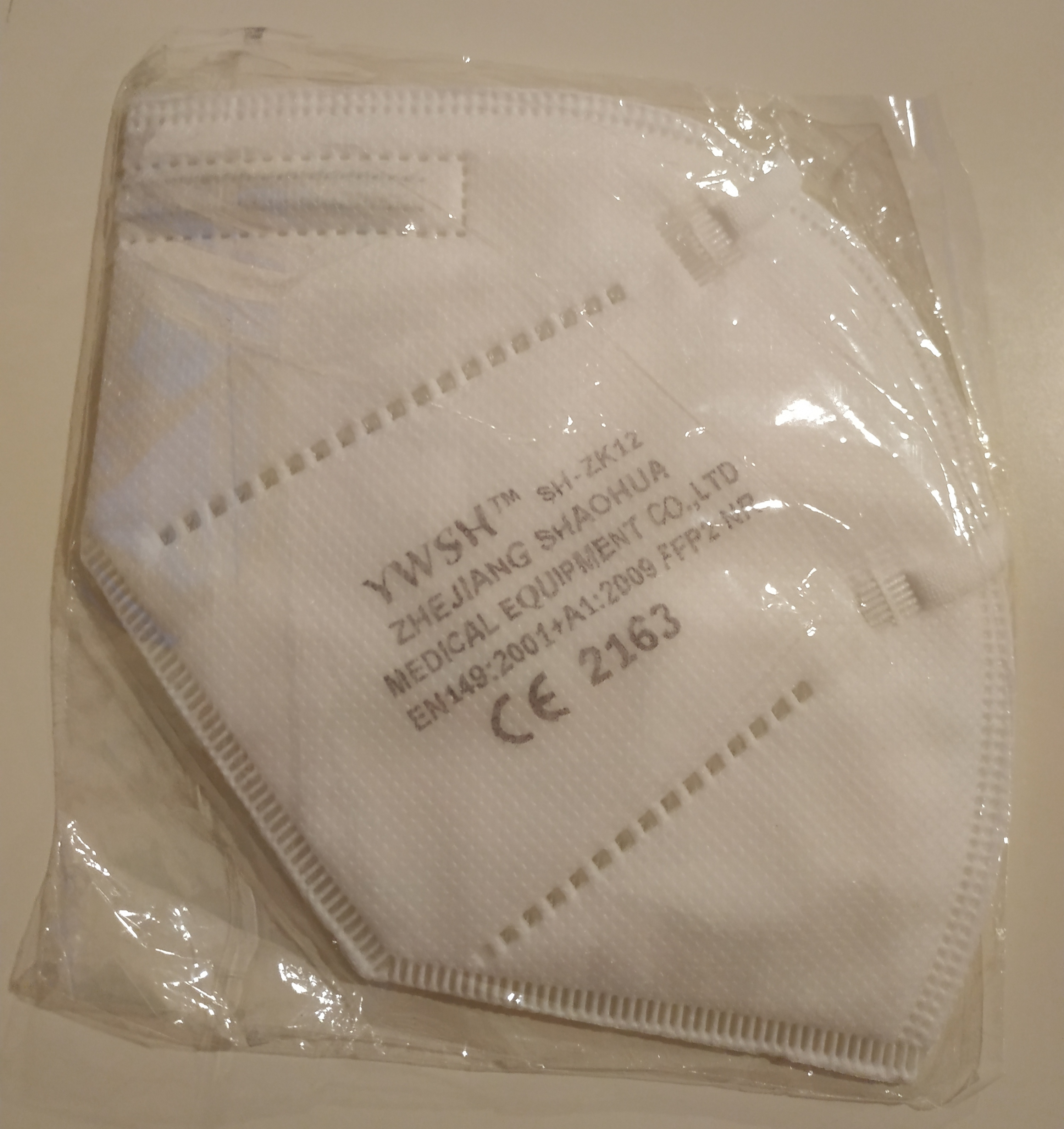
Chinesische FFP2-Maske

### „Maskenaffäre“
Im April 2020 vermittelte Löbel von seinem Bundestags-Mailkonto samt entsprechenden Kontaktdaten Verträge für Maskenlieferungen im Rahmen der COVID-19-Pandemie für die Mannheimer Firma Avendi Senioren Service und die SRH Holding aus Heidelberg. Die Schutzmasken aus China wurden über die Bricon Technology GmbH mit Sitz in Wurmlingen nach Deutschland geliefert. Dafür erhielt er nach eigenen Angaben eine Provision von 250.000 Euro. Ob das Geld allein für die Vermittlung von Maskenverkäufen gezahlt wurde, ist indes noch nicht von unabhängiger Seite belegt. Löbel bezeichnete die Provision für die Vermittlung von Maskenverkäufen im Rahmen seiner Abgeordnetentätigkeit als angemessen und deren Höhe als marktgerecht, räumte jedoch ein, ihm habe die Sensibilität gefehlt. Die Provision behielt er weiterhin ein. Darüber hinaus erklärte eine der als Kundenreferenz genannten Firmen, die Orpea Deutschland GmbH, weder sie selbst noch irgendein anderes Mitglied der Unternehmensgruppe habe zu irgendeinem Zeitpunkt eine Geschäftsbeziehung mit Löbel oder einem mit ihm verbundenen Unternehmen unterhalten.
Jener Online-Bericht des Nachrichtenmagazins Der Spiegel vom 5. März 2021, in welchem erstmals darüber berichtet wurde, dass Löbel für die Vermittlung von Schutzmasken Provision verlangt und auch bekommen habe, führte sofort zu heftiger Kritik aus allen Parteien an dessen Verhalten, auch innerhalb der Union. Noch am selben Tag zog er sich aus dem Auswärtigen Ausschuss des Bundestags zurück. Am 7. März 2021 kündigte er in Reaktion auf die „Maskenaffäre“ an, sein Bundestagsmandat sowie seine Gemeinderatsmitgliedschaft in Mannheim am 31. August 2021 niederzulegen und nicht erneut für den Bundestag zu kandidieren. Er werde mit sofortiger Wirkung seine Mitgliedschaft in der CDU/CSU-Bundestagsfraktion beenden und den Kreisvorsitz der Mannheimer CDU abgeben. Er entschuldigte sich, „die Ansprüche an seine Ämter mit seinem Handeln“ verletzt zu haben. Auch danach kritisierten ihn Politiker mehrerer Parteien weiter dafür, nicht sofort sein Mandat zurückzugeben. Er habe dadurch neben weiteren Abgeordnetendiäten und -pauschalen auch Anspruch auf ein zusätzliches Jahr bei der Altersentschädigung von Abgeordneten, bemerkte die unabhängige Organisation Abgeordnetenwatch.de unter Berufung auf das Abgeordnetengesetz. Der CDU-Bundesvorsitzende Armin Laschet kritisierte mit Blick auf Löbels Verhalten eine „Raffke-Mentalität“ und distanzierte sich von Abgeordneten, „die nichts im Kopf hätten, als Geld zu verdienen.“
Am 8. März 2021 gab Löbel auf politischen und medialen Druck im Zuge der „CDU/CSU-Maskenaffäre“ die Aufgabe seines Bundestagsmandats mit sofortiger Wirkung bekannt, um kurz vor zwei Landtagswahlen in Baden-Württemberg und Rheinland-Pfalz „weiteren Schaden von seiner Partei abzuwenden“. Er schied zwei Tage später aus dem Bundestag aus. Der CDU-Kreisverband Mannheim gab ebenfalls am 8. März bekannt, dass Löbel „mit sofortiger Wirkung“ aus der CDU ausgetreten sei. Der Bundesvorsitzende der FDP Christian Lindner äußerte sich wenig später über Löbel, dass eine „Spende der 250.000 Euro Zeichen der Reue“ wäre, da er „offenbar mit dem Abgeordnetenbriefkopf geworben“ habe. Auch Bundespräsident Frank-Walter Steinmeier verurteilte die persönliche Bereicherung einzelner Bundestagsabgeordneter im Geschäft mit Gesichtsmasken scharf. Die Generalstaatsanwaltschaft Stuttgart gab Ende März 2021 bekannt, dass sie nach Prüfung des Vorwurfs „der Bestechlichkeit von Mandatsträgern“ in Zusammenhang mit der Vermittlung von Maskengeschäften „mangels Anfangsverdachts von der Einleitung eines Ermittlungsverfahrens“ absehe; es bestehe nach ihrer Ansicht „vorliegend kein unmittelbarer Zusammenhang zwischen der privaten Vermittlungstätigkeit und der Tätigkeit als Bundestagsabgeordneter.“ Ungeklärt blieb weiterhin, für welche Gegenleistung Löbel die Provision tatsächlich erhalten hatte.

### Angebliche Kampagne des Mannheimer Morgen
Im Rahmen der Berichterstattung des Mannheimer Morgen um die sogenannten „Drehscheiben-Wohnungen“, privaten Immobiliengeschäfte mitsamt der fristlosen Kündigung eines Mieters sowie der Vermietungspraxis für ein Büro der Löbel Projektmanagement GmbH in der CDU-Geschäftsstelle zeigte Löbel Ende 2020 zwar „Verständnis, wenn Menschen ihn und sein Verhalten kritisch sehen“ würden, sprach aber auch von einer Kampagne gegen ihn und beauftragte eine Hamburger Kanzlei gegen die Artikel vorzugehen. Beim Parteitag zur Nominierung vom Löbel zur Bundestagswahl 2021 am 23. Oktober 2020, der in der Zeit der Berichterstattung des Mannheimer Morgen stattfand, stärkten ihm eine Mehrheit von 86,15 % sowie der Ex-Bürgermeister Wolfgang Pföhler und der erste Bürgermeister Christian Specht den Rücken. Der verantwortliche Journalist Stefan Proetel – Ressortleiter für Lokales und Regionales beim Mannheimer Morgen – gewann für seine journalistische Berichterstattung am 1. Juni 2021 mit seinem Bericht Die Geschäfte des Bundestagsabgeordneten Nikolas Löbel den jährlich vom Verlagshaus Gruner und Jahr vergebenen Henri-Nannen-Preis in der Kategorie LOKAL. Dieser gilt als eine der bedeutendsten Auszeichnungen für Medienschaffende in Deutschland.

### Vermietungspraxis für Büro der Löbel Projektmanagement GmbH in der CDU-Geschäftsstelle
Im Oktober 2020 geriet Löbel nach einem Bericht im Mannheimer Morgen in die Kritik im Bezug auf die Vermietung eines Büroraumes der Mannheimer CDU-Kreisgeschäftsstelle an die Löbel Projektmanagement GmbH. Die GmbH des Bundestagsabgeordneten überwies über mehrere Monate hinweg keine Miete an den CDU-Kreisverband. Zwei Mitglieder des Mannheimer CDU-Kreisvorstandes legten nach Einsichtnahme in die Mietverträge ihre Vorstandsämter nieder. Ein Gutachten des ehemaligen CDU-Stadtrats und Anwalts Ralph Landsittel entlastete Löbel. Die Staatsanwaltschaft Mannheim hat Ende März 2021 ein Ermittlungsverfahren eingeleitet. Ein Vorprüfungsverfahren hatte ergeben, dass im Zusammenhang mit der Anmietung von Räumlichkeiten in der Geschäftsstelle des CDU-Kreisverbandes Mannheim, der Vergütung von Personal und einer dem Beschuldigten zuzurechnenden GmbH ein Anfangsverdacht für die Begehung mehrerer Straftaten bestehe, unter anderem wegen Untreue. Im Mai 2022 wurde Löbel vom Amtsgericht Mannheim wegen Untreue in zwei Fällen – mit einer Schadenssumme von 8400 Euro sowie 2850 Euro – mit Strafbefehl unter Einbeziehung der Verurteilung wegen falscher Versicherung an Eides statt (siehe unten) zu einer Gesamtgeldstrafe von 90 Tagessätzen verurteilt. Diese Geldstrafe wird nicht in ein Führungszeugnis aufgenommen, Löbel darf sich daher als nicht vorbestraft bezeichnen.

### Affäre um „Drehscheiben-Wohnungen“ und private Immobiliengeschäfte
Im Herbst 2020 wurde bekannt, dass Löbel „Drehscheiben-Wohnungen“ der kommunalen Mannheimer Wohnungsbau-Gesellschaft GBG, deren Aufsichtsrat er zuvor gewesen war, an Mieter eines von ihm als Privatinvestment erworbenen Mehrparteienhauses in Neckarstadt-Ost vermittelte. „Drehscheiben-Wohnungen“ sind kommunale Wohnungen, welche von der GBG für eigene Mieter freigehalten werden, beispielsweise als Ersatzwohnung für den Fall von Sanierungen oder Reparaturen. Löbel habe Presseberichten zufolge als ehemaliger Aufsichtsrat der GBG Kenntnis haben müssen, dass für solche Wohnungen lediglich eine interne Vergabe an Mieter der GBG vorgesehen sei, nicht jedoch an Dritte. Zwar habe Löbel zunächst Gästewohnungen angefragt, der Abschlussbericht der Compliance-Untersuchung der GBG vom September 2020 zu diesem Vorfall stellt jedoch fest, dass Löbel mitgeteilt wurde, dass es keine freien Gästewohnungen gebe, man ihm jedoch „Drehscheiben-Wohnungen“ anbieten könne. Dies sei auf einen Verstoß von Mitarbeitern gegen GBG-interne Regeln zurückzuführen. Zeitgleich wurde bekannt, dass Löbel in jenem von ihm erworbenen Mehrparteienhaus Sanierungsmaßnahmen durchführte und infolgedessen Mieterhöhungen von vier auf über dem Mietspiegel liegende 14 Euro je Quadratmeter durchsetzte. Darüber hinaus bot Löbel drei Wohnungen dieser Immobilie über die Online-Plattform Airbnb an, welche in der Kritik der Wohnraumzweckentfremdung steht. Im Bundestagswahlkampf 2017 hatte sich Löbel noch als Befürworter einer gerechten Wohnungspolitik präsentiert. Löbels Vorgehen wurde vom Mieterverein Mannheim sowie von lokalen Vertretern verschiedener Parteien scharf kritisiert. Löbel dementierte ein Fehlverhalten seinerseits.

### Fristlose Kündigung eines Mieters
Im September 2020 geriet er als Vermieter in die Kritik, nachdem er einem Mieter nach dessen sanierungsbedingtem Auszug die fristlose Kündigung ausgesprochen hatte. Zur Frage der einstweiligen Verfügung zur Wiedereinräumung des Besitzes der ehemaligen Wohnung unterlag Löbel in erster und zweiter gerichtlicher Instanz. Er rechtfertigte die fristlose Kündigung als verhaltensbedingt, da er in Anwesenheit seiner Familie durch den Mieter wiederholt beleidigt und denunziert worden sei. Die Grenze des Zumutbaren sei überschritten gewesen. Dem widersprach der Mieter und es kam in der Folge zu mehreren gerichtlichen Auseinandersetzungen. Das Mannheimer Landgericht entschied wie bereits das Amtsgericht im Verfahren des einstweiligen Rechtsschutzes zugunsten des Mieters. In den Verfahren des einstweiligen Rechtsschutzes ließ sich Löbel in beiden Instanzen vom Fraktionsvorsitzenden der CDU im Mannheimer Gemeinderat, Rechtsanwalt Claudius Kranz, vertreten. Das Hauptsacheverfahren zur Kündigung ging ebenfalls zu Gunsten des Mieters aus. Eine mögliche Berufung gegen das Urteil war nach Aussage seines neuen Anwalts nicht geplant.
Kritisch wurde dieses Vorgehen Löbels gesehen, da er noch im Wahlkampf 2017 plakatiert hatte, er werde für preisgünstigen Wohnraum besonders auch für Familien kämpfen.
Im Mai 2022 wurde Löbel wegen falscher Versicherung an Eides statt im Rahmen des oben erwähnten Strafbefehls verurteilt. Löbel akzeptierte den Strafbefehl, in dem er auch wegen Untreue in zwei Fällen im Zusammenhang mit zwei Mietverträgen in der früheren CDU-Geschäftsstelle verurteilt wurde, so dass es zu keiner Gerichtsverhandlung kam.

### Wahlwerbung mit Bier
Löbel machte 2017 in einer Zeitungsanzeige für seine Wahlkampfaktion „Grill den Löbel“ Werbung und benutzte unerlaubt einen Sechserträger der Mannheimer Privatbrauerei Eichbaum. Nach Beschwerden entfernte er die Bierwerbung vom Plakat.

### Vorwurf der verdeckten Parteienfinanzierung
Die beiden CDU-Bundestagsabgeordneten Egon Jüttner und Roderich Kiesewetter warfen Löbel 2016 vor, dass er sie zur verdeckten Parteienfinanzierung aufgerufen hätte. Löbel dementierte dies mit den Worten, der Vorwurf sei „völlig absurd und aus der Luft gegriffen“.

### Unterstützung für Aserbaidschan im Konflikt gegen Armenien
Als Vorsitzender der Jungen Union Baden-Württemberg geriet Nikolas Löbel, sowohl aus der CDU als auch von Amnesty International, wegen eines geplanten Sponsorings in Höhe von 2.000 Euro durch ein Studentennetzwerk aus Aserbaidschan beim Landestag der Jungen Union Baden-Württemberg im Jahr 2012 in die Kritik. Das Sponsoring kam nicht zu Stande. Das studentische Netzwerk unterstützt aserbaidschanische Studenten, Wirtschaftsinformatiker und Ingenieure und bezieht seine Gelder größtenteils vom staatlichen aserbaidschanischen Öl- und Gaskonzern SOCAR und anderen aserbaidschanischen Unternehmen. Aserbaidschan mit seinem autokratisch regierenden Machthaber İlham Əliyev wurde – und wird bis heute – wegen seiner mangelnden Einhaltung von Menschenrechten kritisiert.
Im Bergkarabachkonflikt zwischen Aserbaidschan und Armenien stellte sich Löbel ganz auf die Seite von Aserbaidschan, wobei er sich nach eigener Aussage auf die „Madrider Prinzipien“ berief. In diesen ist unter anderem die „Rückführung der sieben Provinzen in der Umgebung Berg-Karabachs unter aserbaidschanische Staatshoheit“ gefordert, worauf Löbel auch Bezug nahm. Löbel brachte in Essays, die während der Armenisch-Aserbaidschanische Zusammenstöße 2020 erschienen, dieses Szenario jedoch implizit auch für Bergkarabach selbst zur Sprache. Die internationale Gemeinschaft, so Löbel, betrachte Berg-Karabach völkerrechtlich weiterhin als einen integralen Bestandteil der Republik Aserbaidschan. Es sei „dabei die Position Deutschlands wie der Europäischen Union, dass eine dauerhafte Lösung des Berg-Karabach-Konfliktes nur auf friedlichem Wege geschehen“ könne. Weder Deutschland noch die EU erkenne die – so Löbel – „sogenannte ‚Republik Berg-Karabach‘ noch von diesem Regime durchgeführten [sic] ‚Wahlen‘ an“. Des Weiteren sprach Löbel von der „Sehnsucht“ und vom „Willen des aserischen Volkes“, „das von Armenien annektierte Land wieder zurückzubekommen“. Armenien besetze „große Teile Bergkarabachs und darüber hinaus sieben weitere Provinzen Aserbaidschans“. Ein „erster Schritt“ einer „friedlichen Lösung“ könne „ein stufenweiser Rückzug Armeniens“ aus diesen sein. Aserbaidschan sei zwar (ebenfalls) „nicht mit einer Demokratie westlichen Vorbilds zu vergleichen“, aber für Deutschland „ein wichtiger strategischer Partner“ als Erdgaslieferant und möglicher Importeur „deutscher Produkte und Güter“.
Im Juli 2021 wurde bekannt, dass sich Löbel gemeinsam mit anderen CDU-Abgeordneten im Dezember 2019 auf Initiative der aserbaidschanischen Botschaft in einem Protestbrief an Außenminister Heiko Maas wandte, um zu erreichen, dass das Auswärtige Amt die armenische Position im Bergkarabachkonflikt verurteilt.

## Mitgliedschaften
Löbel war Mitglied der überparteilichen Europa-Union Deutschland und deren Jugendorganisation, den Jungen Europäischen Föderalisten. Zudem war Löbel Mitglied im Rotary Club Mannheim-Brücke.

## Auszeichnungen
Im Oktober 2024 wurde Löbel von der Stadt Mannheim für seine ehrenamtliche Arbeit im Mannheimer Gemeinderat die Ratsmedaille in Bronze (wird vergeben für mindestens eine volle Amtszeit von fünf Jahren) verliehen.